# Bellinge Kirke
Bellinge Kirke ligger i Odenseforstaden Bellinge ca. 10 km sydvest for Odense centrum i Region Syddanmark. Indtil Kommunalreformen i 2007 lå den i Fyns Amt, og indtil Kommunalreformen i 1970 i Odense Herred (Odense Amt).
Kirken er oprindeligt romansk, men er trinvist blevet gennemgribende fornyet i senmiddelalderen. Den første tilføjelse var et nyt kor fra 1400-tallets midte. De efterfølgende byggefaser er sikrere dokumenteret igennem Dendrokronologiske undersøgelser. Skibet blev fornyet ca. 1470-75, og et våbenhus blev på samme tid tilføjet ved tårnets sydside. Endelig blev størstedelen af det romanske tårn nedrevet og et nyt blev rejst o. 1490-95. Skibets vinduer blev udvidet 1754, og korets sydvindue året efter.

## Kalkmalerier
Kirkens indre er præget af en kalkmalerier, der ifølge en indskrift er fremstillet af Ebbe Olesen og Simon Pedersen i 1496. Flere af billederne er baseret på forlæg i Esztergomerudgaven af Biblia Pauperum fra ca. 1450-60. I en visitatsbog fra 1589 beordrer biskop Jakob Madsen, at kalkmalerierne skal overkalkes, og i 1596 konstaterer man, at overkalkningen har fundet sted. I koret fandt man i 1883 delvist ødelagte malerier bl.a. en scene, der kunne tolkes som Forklarelsen på Bjerget. Korets kalkmalerier blev atter overkalket, men afdækket 1990-92.
Skibets og tårnets kalkmalerier blev afdækket og restaureret 1883-84 af Kornerup. I 1928 afrensede Egmond Lind kalkmalerierne for Kornerups opmaling og genopmalede dem efter tidens principper. Ved den lejlighed blev kalkmalerierne behandlet med det såkaldte Carlsberg-præparat, som skulle beskytte ved senere afrensninger. Væsken havde imidlertid den virkning, at opmalingen bliver fikseret og kan ikke fjernes, så man må nu acceptere den opmaling, som Lind forestod i 1928. Bl.a. malede man ved den lejlighed en stor prinsesse til Sankt Jørgen på tårnfagets nordvæg. Man har senere fundet den lille prinsesse som man har opmalet, derfor har Sankt Jørgen og Dragen nu to prinsesser. I 1958 blev kor og tårnhvælv genrestaureret af Lind.

## Inventar
Alteret er udført i munkesten og er beklædt med træpanel fra 1595. Altertavlen er fra o. 1515-30, men ombygget med et topstykke i akantusbarokstil fra 1703. Den blev anskaffet 1757 og stammer fra Rørup Kirke. I midtskabet er et relief med simultanfremstilling af Korsvandringen og -fæstelsen. Det flankeres af fire smallere nicher med skulpturer af Gregor den Store, Sankt Morten, Hieronymus og en uidentificeret kirkefader. På fløjene ses de 12 apostle.
Prædikestolen bærer årstallet 1626 og er udsmykket med mauresker i intarsia med skiftevis gult på sort og vice versa. Dens fire fag adskilles af hjørnehermer forestillende Jesus og de fire evangelister. Disse figurer synes tilføjet i 1640'erne og bærer præg af at være skåret i værkstedet hos den lokale snedker Anders Mortensens. I tårnrummet ses dele af en senmiddelalderlig degnestol med indskrifterne: "Ihesvs", "help os/ amen" og et citat af salmen Jesu Dulcis Memoria: (n)il cogatvr dvlcivs qvam ihesvs dei (filius) (Intet sødere kan tænkes end Jesus, Guds søn).
Fra Bellinge Kirke stammer også et usædvanlig fornemt alter- og processionskrucifiks fra o. 1250-75 udført af støbt, smedet og indgraveret kobber og bronze, og formentlig oprindelig med indsatte (halv-)ædelsten. Det er formentlig er af engelsk oprindelse, blev fundet bag alterbordet og indsendt 1807 til Oldnordisk Museum, det nuværende Nationalmuseet (inv. nr. 39).

## Galleri
- Kirken med tårn
- Kirken med tårn
- Korsbæring; til højre nar med hagebøsse.
- Kalkmaleri fra kirken på væggen.
- Jesus for Pilatus
- Kalkmaleri på østsiden.